# Planinska palma
Planinska palma (hamedoreja; lat. Chamaedorea), veliki biljni rod iz porodice palmovki smješten u tribus Chamaedoreeae, potporodica Arecoideae. 
Postoji 112 priznatih vrsta rasprostranjenih od Meksika, na jug do Bolivije i Brazila

## Vrste
1. Chamaedorea adscendens (Dammer) Burret
2. Chamaedorea allenii L.H.Bailey
3. Chamaedorea alternans H.Wendl.
4. Chamaedorea amabilis H.Wendl. ex Dammer
5. Chamaedorea anemophila Hodel
6. Chamaedorea angustisecta Burret
7. Chamaedorea arenbergiana H.Wendl.
8. Chamaedorea atrovirens Mart.
9. Chamaedorea benziei Hodel
10. Chamaedorea binderi Hodel
11. Chamaedorea brachyclada H.Wendl.
12. Chamaedorea brachypoda Standl. & Steyerm.
13. Chamaedorea carchensis Standl. & Steyerm.
14. Chamaedorea castillo-montii Hodel
15. Chamaedorea cataractarum Mart.
16. Chamaedorea christinae Hodel
17. Chamaedorea correae Hodel & N.W.Uhl
18. Chamaedorea costaricana Oerst.
19. Chamaedorea crucensis Hodel
20. Chamaedorea dammeriana Burret
21. Chamaedorea deckeriana (Klotzsch) Hemsl.
22. Chamaedorea deneversiana Grayum & Hodel
23. Chamaedorea elatior Mart.
24. Chamaedorea elegans Mart.
25. Chamaedorea ernesti-augusti H.Wendl.
26. Chamaedorea falcifera H.E.Moore
27. Chamaedorea foveata Hodel
28. Chamaedorea fractiflexa Hodel & Cast.Mont
29. Chamaedorea fragrans (Ruiz & Pav.) Mart.
30. Chamaedorea frondosa Hodel, Cast.Mont & Zúñiga
31. Chamaedorea geonomiformis H.Wendl.
32. Chamaedorea glaucifolia H.Wendl.
33. Chamaedorea graminifolia H.Wendl.
34. Chamaedorea guntheriana Hodel & N.W.Uhl
35. Chamaedorea hodelii Grayum
36. Chamaedorea hooperiana Hodel
37. Chamaedorea ibarrae Hodel
38. Chamaedorea incrustata Hodel, G.Herrera & Casc.
39. Chamaedorea keelerorum Hodel & Cast.Mont
40. Chamaedorea klotzschiana H.Wendl.
41. Chamaedorea lehmannii Burret
42. Chamaedorea liebmannii Mart.
43. Chamaedorea linearis (Ruiz & Pav.) Mart.
44. Chamaedorea lucidifrons L.H.Bailey
45. Chamaedorea macrospadix Oerst.
46. Chamaedorea matae Hodel
47. Chamaedorea metallica O.F.Cook ex H.E.Moore
48. Chamaedorea microphylla H.Wendl.
49. Chamaedorea microspadix Burret
50. Chamaedorea moliniana Hodel, Cast.Mont & Zúñiga
51. Chamaedorea nationsiana Hodel & Cast.Mont
52. Chamaedorea neurochlamys Burret
53. Chamaedorea nubium Standl. & Steyerm.
54. Chamaedorea oblongata Mart.
55. Chamaedorea oreophila Mart.
56. Chamaedorea pachecoana Standl. & Steyerm.
57. Chamaedorea palmeriana Hodel & N.W.Uhl
58. Chamaedorea parvifolia Burret
59. Chamaedorea parvisecta Burret
60. Chamaedorea pauciflora Mart.
61. Chamaedorea pedunculata Hodel & N.W.Uhl
62. Chamaedorea pinnatifrons (Jacq.) Oerst.
63. Chamaedorea piscifolia Hodel, G.Herrera & Casc.
64. Chamaedorea pittieri L.H.Bailey
65. Chamaedorea plumosa Hodel
66. Chamaedorea pochutlensis Liebm.
67. Chamaedorea ponderosa Hodel
68. Chamaedorea pumila H.Wendl. ex Dammer
69. Chamaedorea pygmaea H.Wendl.
70. Chamaedorea queroana Hodel
71. Chamaedorea radicalis Mart.
72. Chamaedorea recurvata Hodel
73. Chamaedorea rhizomatosa Hodel
74. Chamaedorea ricardoi R.Bernal, Galeano & Hodel
75. Chamaedorea rigida H.Wendl. ex Dammer
76. Chamaedorea robertii Hodel & N.W.Uhl
77. Chamaedorea rojasiana Standl. & Steyerm.
78. Chamaedorea rosibeliae Hodel, G.Herrera & Casc.
79. Chamaedorea rossteniorum Hodel, G.Herrera & Casc.
80. Chamaedorea sartorii Liebm.
81. Chamaedorea scheryi L.H.Bailey
82. Chamaedorea schiedeana Mart.
83. Chamaedorea schippii Burret
84. Chamaedorea seifrizii Burret
85. Chamaedorea serpens Hodel
86. Chamaedorea simplex Burret
87. Chamaedorea skutchii Standl. & Steyerm.
88. Chamaedorea smithii A.H.Gentry
89. Chamaedorea stenocarpa Standl. & Steyerm.
90. Chamaedorea stolonifera H.Wendl. ex Hook.f.
91. Chamaedorea stricta Standl. & Steyerm.
92. Chamaedorea subjectifolia Hodel
93. Chamaedorea tenerrima Burret
94. Chamaedorea tepejilote Liebm.
95. Chamaedorea tuerckheimii (Dammer) Burret
96. Chamaedorea undulatifolia Hodel & N.W.Uhl
97. Chamaedorea vanninii Cascante & Fred Mull.
98. Chamaedorea verapazensis Hodel & Cast.Mont
99. Chamaedorea verecunda Grayum & Hodel
100. Chamaedorea volcanensis Hodel & Cast.Mont
101. Chamaedorea vulgata Standl. & Steyerm.
102. Chamaedorea warscewiczii H.Wendl.
103. Chamaedorea whitelockiana Hodel & N.W.Uhl
104. Chamaedorea woodsoniana L.H.Bailey
105. Chamaedorea zamorae Hodel

## Sinonimi
- Anothea O.F.Cook
- Cladandra O.F.Cook
- Collinia (Liebm.) Oerst.
- Dasystachys Oerst.
- Discoma O.F.Cook
- Docanthe O.F.Cook
- Edanthe O.F.Cook & Doyle
- Eleutheropetalum (H.Wendl.) H.Wendl. ex Oerst.
- Kinetostigma Dammer
- Kunthia Bonpl.
- Legnea O.F.Cook
- Lobia O.F.Cook
- Lophothele O.F.Cook
- Mauranthe O.F.Cook
- Meiota O.F.Cook
- Migandra O.F.Cook
- Morenia Ruiz & Pav.
- Neanthe O.F.Cook
- Nunnezharia Ruiz & Pav.
- Nunnezia Willd.
- Omanthe O.F.Cook
- Paranthe O.F.Cook
- Platythea O.F.Cook
- Spathoscaphe Oerst.
- Stachyophorbe (Liebm.) Liebm. ex Klotzsch
- Stephanostachys Klotzsch ex Oerst.
- Tuerckheimia Dammer
- Vadia O.F.Cook